# 1664 Felix
Az 1664 Felix (ideiglenes jelöléssel 1929 CD) a Naprendszer kisbolygóövében található aszteroida. Eugène Joseph Delporte fedezte fel 1929. február 4-én.